# La Une
La Une is de eerste televisiezender van de Franse Gemeenschap van België. La Une is onderdeel van de RTBF.

## Geschiedenis

### INR
In België werd voor het eerst televisie gemaakt op 2 juni 1953. De allereerste uitzending was de kroning van koningin Elizabeth II van Engeland. Enkele maanden later op 31 oktober werd vanuit studio 5, die gelegen was op het Flageyplein, de eerste echte uitzending van INR. De toenamalige omroeper Andree Rolin opende de avond met het journaal. Het eerste journaal werd trouwens volledig overgenomen van de Franse RTF. Daarna kwam er een programma in cabaret-stijl. Na twee uren werd de tv-avond opnieuw gesloten. In de eerste jaren lag de tv-avonden bij INR redelijk laag met slechts 2 tot 3 avonden per week. Er was voornamelijk theater en drama te zien. De overige uren werden overgenomen door de RTF. De allereerste Belgische nieuwsuitzending was te zien op 1 september 1956, zo'n drie jaar na de start van de zender.

### RTB
In 1960 werd de NIR gesplitst in een Vlaamse en Franse afdeling. De Franstalige afdeling kreeg de naam Radio-Television Belge (RTB). In 1962 werd de kabel geïntroduceerd in de Luik en Namen; hierdoor groeide de groep van personen die naar de RTB konden kijken. De eerste keer dat RTB in kleur uitzond was in 1973 met het tuinprogramma: ' Le Jardin extraordinaire ' en ' le Journal télévisé '.
Vanaf 1976 kreeg RTB een broertje die als Bis door het leven ging.

### RTBF 1
Een jaar later werd de RTBF een onderdeel van de Culturele raad van de Franstalige gemeenschap. Hiermee werd bij de RTB een F bijgevoegd van Frans. En kreeg het eerste net van de RTBF een nieuwe naam RTBF 1. De jaren 80 waren veranderd voor de zenders. Zo kwam er een eerste commerciële zender in Wallonië en Brussel en mocht RTBF voor het eerst in 1987 het Eurovisiesongfestival organiseren.

### RTBF La Une
In 1997 werd er door een decreet de RTBF als een onafhankelijke openbare vennootschap goedgekeurd. RTBF1 werd omgedoopt naar RTBF La 1. En begin 2004 krijgt de zender een vernieuwingsoperatie en heet de zender 'La Une'. Vanaf 16 december 2011 zendt La Une in HD uit.

## Programma's
- C'est du belge
- Télétourisme
- Mise au point
- Questions à la une
- The Voice Belgique

## Tijdlijn televisiekanalen uit Franstalig België
Lijst van televisiekanalen in Franstalig België